# Attalos III
Attalos III Filometor Euergetes (stgr. Ἄτταλος Γ΄ Φιλομήτωρ Εὐεργέτης, ur. 170 lub 171 p.n.e., zm. 133 p.n.e.) – król (basileus) Pergamonu w latach 139 – 133 p.n.e., ostatni władca z dynastii Attalidów, syn Eumenesa II.

## Rodzina
Był synem Eumenesa II i Stratonike, choć niektóre źródła podają, że był synem z nieprawego łoża, adoptowanym tylko przez bezdzietną Stratonike. Po śmierci Eumenesa II został adoptowany przez swojego stryja Attalosa II, który objął tron i poślubił jego (przybraną?) matkę. Żona Attalosa miała na imię prawdopodobnie Berenika i była matką jedynego dziecka Attalosa, córki. Jego przyrodnim bratem był Aristonikos.

## Rządy
Attalos objął rządy po śmierci stryja. Nowy władca był niezrównoważony psychicznie, okazał się też człowiekiem próżnym i okrutnym. Skazał na śmierć wielu wybitnych ludzi i skonfiskował ich majątki, a potem pędził życie w odosobnieniu. Żyjąc jak samotnik, w cichym i opustoszałym pałacu, poświęcił się pracy naukowej. Uprawiał zioła lecznicze i trujące oraz sporządzał z nich wyciągi (ponoć badał ich skuteczność na skazanych na śmierć przestępcach). Interesował się również życiem zwierząt, w tym owadów. Czas wolny od badań naukowych spędzał modelując w wosku i odlewając lub wykuwając brązowe rzeźby. Właśnie w trakcie sporządzania pomnika matki doznał silnego porażenia słonecznego i zmarł po siedmiu dniach choroby.

## Testament
Pozostawił zaskakujący testament, na mocy którego przekazywał cały swój majątek i królestwo Rzymowi, a zależne miasta greckie z Pergamonem na czele obdarzył wolnością. Do dziś brak odpowiedzi na pytanie, co skłoniło króla do tak niezwykłej decyzji. Wskazuje się na trzy ewentualne motywy:
1. niechęć do Aristonikosa, drugiego syna Eumenesa II, z nieprawego łoża; Attalos III nie miał męskiego potomka, więc naturalnym pretendentem do władzy był właśnie Aristonikos;
2. lęk przed wybuchem rewolty społecznej w królestwie (tylko Rzymianie byliby w stanie zabezpieczyć kraj przed narastającym buntem niewolników i biedoty);
3. świadomość faktycznej zależności od Rzymu i pragnienie uchronienia poddanych od nieuniknionej wojny z ekspansywnym protektorem.